# Emidio Massi
Emidio Massi (Ascoli Piceno, 5 de agosto de 1922 – Ancona, 13 de agosto de 2016) foi um político socialista italiano.
Nascido em Ascoli Piceno, Massi foi presidente de Marcas por 12 anos, entre 1978 e 1990. Anteriormente, entre 1970 e 1978, ele foi vice-presidente do Comité Regional e, como assessor da Indústria, Artesanato e do Trabalho.